# Џозеф Макарти
Џозеф Рејмонд Макарти (енгл. Joseph Raymond McCarthy; Гранд Шут, 14. новембар 1908 — Бетесда, Мериленд, 2. мај 1957) био је амерички републикански политичар који је од 1947. до 1957. као федерални сенатор заступао државу Висконсин. Најпознатији је по томе што је на почетку Хладног рата, односно тзв. Друге црвене панике оптуживао низ истакнутих појединаца да су прикривени комунисти, а цео низ институција, укључујући највише државне органе, да врве совјетским агентима; његове активности, често критиковане као модерни лов на вештице, су дале подлогу за израз макартизам. Године 1954. Макарти је јавно осрамоћен када се испоставило да ни за једну од својих оптужби нема доказа; након тога је службено укорен од својих сенатских колега, а да би после смрти био перципиран као једна од најнегативнијих личности у историји САД у 20. веку.

## Биографија
Рођен је 1908. године на фарми крај градића Гранд Шут, као пето од седморо деце Тимотија Макартија, локалног фамера ирско-немачког порекла, и Бриџет Тирни, имигрантице из Ирске. Када је имао 14 година, био је присиљен исписати се из средње школе како би оцу помогао на фарми. У њу се поновно уписао са 20 година, те матурирао за годину дана. Након тога је, радећи низ послова како би финансирао студије, од 1930. до 1935. студирао прво машинство, потом и право, које је дипломирао на Универзитету Маркет. Године 1935. је положио правосудни испит па се почео бавити адвокатуром.
Године 1936. је почео политичку каријеру као члан Демократске странке, без успеха се кандидиравши за окружног тужиоца. Године 1939. је имао више успеха када је изабран за судију у 10. судијском округу Висконсина. Тамо се истакао брзином решавања предмета.
Након што су САД ушле у Други светски рат, Макарти је напустио судачку службу како би се добровољно пријавио у америчке маринце, те након обуке као поручник послан у ескадрилу обрушавајућих бомбардера у Бугенвилу, где је служио као обавештајни официр. Иако је касније откривено како је у сврху изборне кампање улепшао свој ратни пут, забележено је да је 12 пута летео у борбеним акцијама, стекавши надимак Џо митраљезац (Tail-Gunner Joe).
Макарти је још за време рата напустио Демократску и прешао у Републиканску странку, држећи како би преко ње лакше био изабран у Сенат. Док је још био у активној служби, године 1944. се кандидовао, али је на републиканским предизборима поражен од Александера Вајлија. Године 1945. је, неколико месеци пре завршетка рата, изашао из маринаца те се у потпуности посветио следећој кампањи за Сенат 1946. На њој му је страначки супарник био дугогодишњи сенатор Роберт Ла Фолет; њега је на републиканским предизборима поразио вешто користећи своју ратну службу и лажно га оптужујући као ратног профитера;
 при томе му је, између осталог, подршку пружио и синдикат УЕ, којим су тада доминирали комунисти. Након тога је глатко поразио демократског противкандидата Хауарда Макмареја.
Прве три године мандата Макарти није био нарочито запажен у јавности; међу пратиоцима вашингтонских збивања је уживао репутацију умерењака, а вашингтонским салонима био популаран због своје елоквентности и шарма. Све се то, међутим, променило када је 9. фебруара 1950. одржао говор клубу Републиканских жена у граду Вилинг у држави Западна Вирџинија, где је утврдио да поседује списак од неколико десетака чланова Комунистичке партије САД "који још увек раде као службеници у Стејт дипартменту.
Такве оптужбе, за које Макарти никада није дао чврсте доказе, су изазвале велику пажњу, али и реакцију тадашње демократске већине у Сенату, која је то схватила као страначки мотивисан напад на администрацију председника Трумана. Под вођством сенатора Миларда Тајдингса је у фебруару 1950. организован одбор који је спровео јавно саслушање са циљем да се утврди истинитост Макартијевих навода. Закључак, донесен гласовима на страначкој линији, је био против Макартија, али их је Макарти вешто искористио да окрене јавност на своју страну. Исте године је своју популарност искористио како би својим републиканским колегама помогао да врате већину у Сенату, а сам Тајдингс је поражен на изборима.
Макарти је при томе као своју омиљену мету држао управо Труманову администрацију, коју је оптуживао да је премекана према Совјетима, заслужна за губитак Кине 1949. године, као и америчке поразе у Корејском рату. С друге стране је релативно брзо изградио чврсто политичко савезништво са породицом Кенеди, чије је припаднике - браћу Џона и Роберта - подржавао упркос томе што су били кандидати Демократске странке. У свему томе је значајну улогу играла и снажна подршка Католичке цркве.
Макарти је врхунац моћи и утицаја имао 1952. године. Тада је Двајт Ајзенхауер као републикански председнички кандидат, упркос тога што се приватно гнушао Макартијеве демагогије и сматрао га опасним екстремистом, прихватио његову подршку. Након избора, међутим, Ајзенхауер није имао разлога да одржи тај савез, те је дискретно пружао подршку јавној кампањи против Макартија која је долазила из левог и либералног дела америчке јавности. Исте године је, пак и сам Макарти почео да напада Ајзенхауера на исти начин на који је нападао Трумана, оптужујући га за мекоћу према Совјетима и да толерише комунисте у својој администрацији.
Макарти је у Сенату којим је од 1953. године поново била републиканска већина, преузео релативно неважни Стални пододбор Сената САД за истраге, али је његове овласти креативно тумачио како би отпочео јавна саслушања с циљем да се разоткрију комунисти у низу федералних институција као Глас Америке. У томе су му помагали Роберт Кенеди и млади адвокат по имену Рој Кон. Када је, међутим, на ред дошла Војска САД, а као комунисти и издајице били проказивани одликовани ратни хероји, против Макартија су се почели окретати и његови дотадашњи присталице, па и водећи антикомунисти, сматрајући да Макартијеве методе само иду на руку комунистичкој пропаганди.
У пролеће 1954. су започела знаменита саслушања на којима је требало доказати Макартијеве оптужбе против Војске. Она су кулминисала 9. јуна када је Џозеф Велч, правни заступник Војске, осрамотио Макартија пред ТВ-камерама. То је био сигнал да се у Сенату организује гласање на коме је Макарти 2. децембра 1954. службено укорен због својих неприхватљивих поступака.
Макарти је, према наводима сведока, након тога почео физички пропадати. Умро је 2. маја 1957. у морнаричкој болници Бетесда, при чему се као службени разлог наводи хепатитис; већина биографа држи да је томе допринео и алкохолизам. Иза себе је оставио супругу Џин и посвојену кћер Тирнеи.
Испражњено место у Сенату је освојио демократ Вилијам Проксмајер.

## Репутација и референце у популарној култури
Иако је почетком 1950-их уживао велику популарност и утицај, тада је исто тако био предметом жестоких критика. Сам израз макартизам је први искористио левичарски карикатурист Херберт Блок који је 29. марта 1950. исмијавао Макартија у Вашингтон посту. Сам Макарти је, пак, прихватио тај израз описавши га као американство са повученим рукавима и искористивши га као наслов књиге McCarthyism: The Fight For America. Данас је, међутим, макартизам стекао углавном негативне конотације, али и далеко шире значење, односно под њиме се подразумевају сви прогони, денунцирања и репресивне мере против америчких левичара 1940-их и 1950-их, укључујући и оне с којима, попут ХУАЦ-ових саслушања и Холивудске црне листе, Макарти није имао непосредне везе.
Још 1950-их је Макарти постао предметом исмевања у популарним песмама, као и канадској радио-драми Ди Инвестигејтор, чији је лик темељен управо на Макартију. Можда најпознатија референца на Макартија у популарној култури је роман Манџуријски кандидат Ричарда Кондона у којој лик пијаног, демагошког антикомунистичког сенатора Џона Ајселина више него јасно темељен управо на Макартију.
Године 1977. је Макарти постао предметом биографског ТВ-филма Tail Gunner Joe, где је његов лик тумачио Питер Бојл. Као лик се такође појављује и у ТВ-филму Citizen Cohn из 1992. где га је тумачио Џо Дон Бејкер.
У филму Good Night, and Good Luck из 2005. године се појављује у облику аутентичних документарних и филмских снимака.